# Luh (Pečice)
Luh (též dříve Na Luhu) je osada v katastrálním území Pečičky obce Pečice v okrese Příbram. Nachází se uprostřed trojúhelníku vesnic Drsník, Pečičky a Rtišovice, asi 12 km jihovýchodně od Příbrami.
V Luhu je registrováno 16 čísel popisných. Luhem prochází silnice III/11818. Protéká tudy Líšnický potok, do kterého se zde vlévá Podhrobský potok. Nachází se zde kaple a rybníky Luh a Kacíř. V okolí se též nacházejí samoty Stržený Mlýn, U Podhrobského a U Štáfů.